# ♆
♆ (unicode U+2646) est le symbole en forme de trident pour :
- la planète du système solaire Neptune.

Selon la police d'écriture, les branches du tridents sont parallèles ou divergentes.